# Bad Sassendorf
Bad Sassendorf, in het plaatselijke Nederduitse dialect Saßtrop genaamd,  is een plaats en gemeente in de Duitse deelstaat Noordrijn-Westfalen, gelegen in de Kreis Soest. De gemeente Bad Sassendorf telt 12.052 inwoners (31 december 2020) op een oppervlakte van 63,44 km².

## Indeling van de gemeente

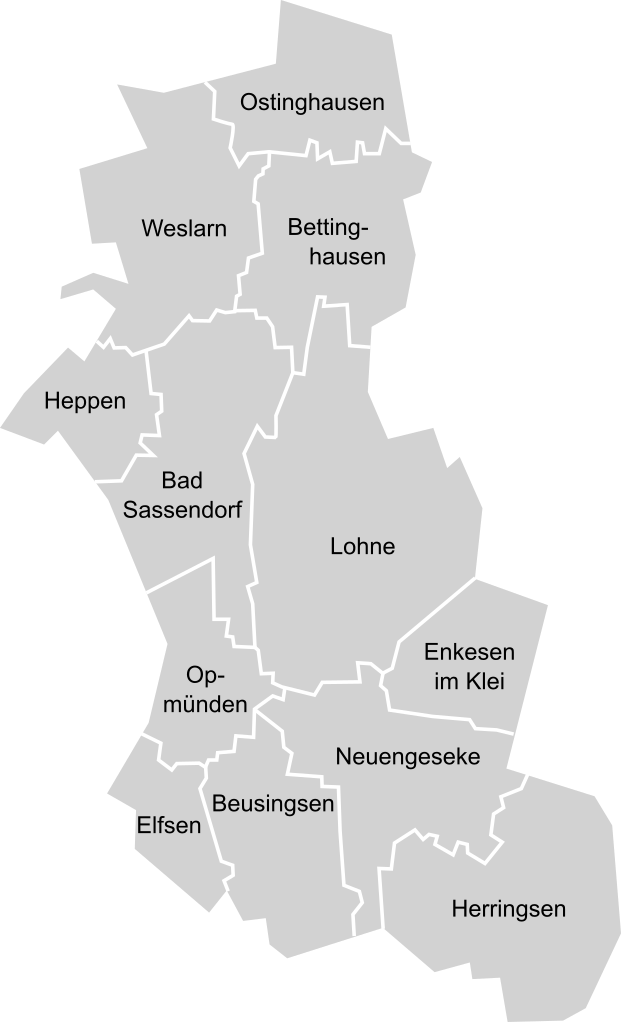
Ortsteile van Bad Sassendorf

De gemeente Bad Sassendorf omvat naast Bad Sassendorf de volgende 11 kernen (Ortsteile): 
Bettinghausen, Beusingsen, Elfsen, Gabrechten, Heppen, Herringsen, Lohne, Neuengeseke, Opmünden, Ostinghausen en Weslarn. 
Men verwarre Ostinghausen niet met het naburige Oestinghausen, gemeente Lippetal, en Bettinghausen niet met het naburige Benninghausen, gemeente Lippstadt!
Aan het einde van de 20e eeuw werd, in overleg met de plaatselijke bevolking, door een heraldicus uit de regio voor ieder Ortsteil  een wapen ontworpen en officieel goedgekeurd. Zie onderstaande afbeeldingen.

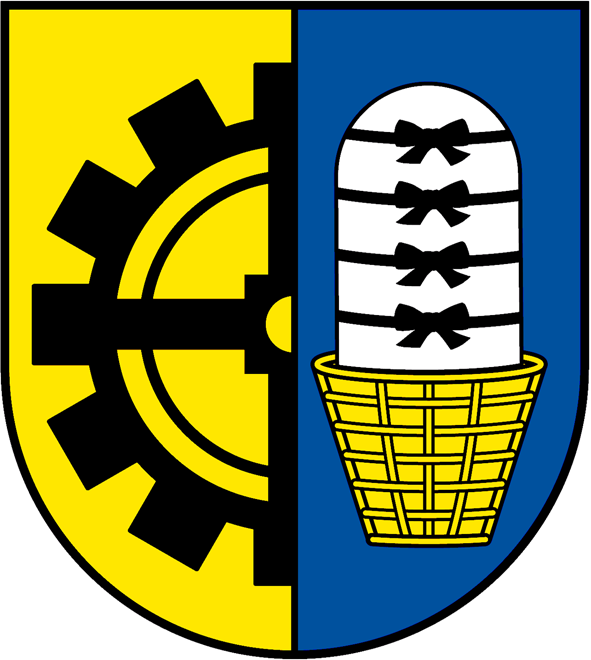
Bad Sassendorf
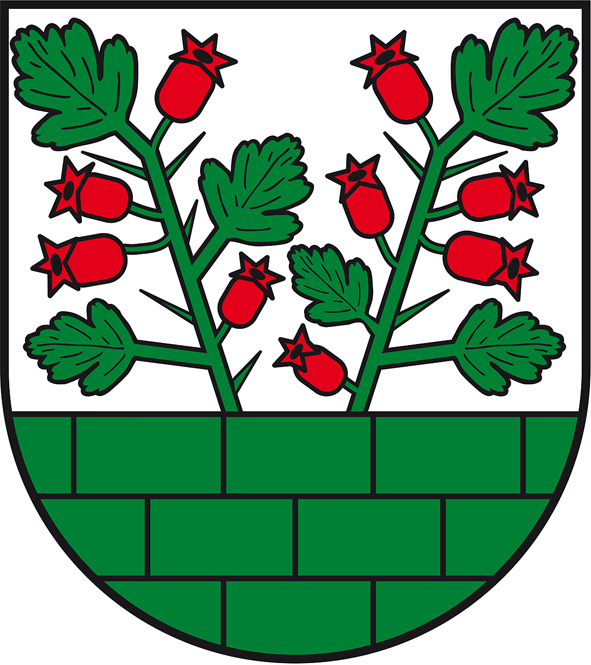
Beusingsen
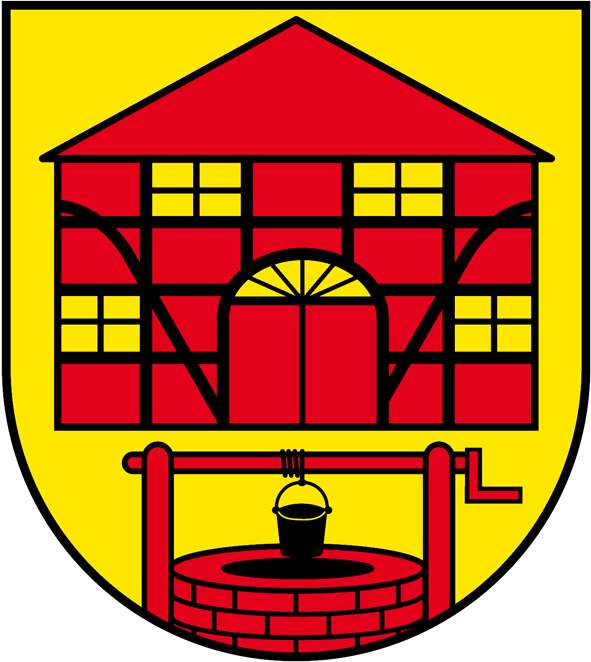
Elfsen
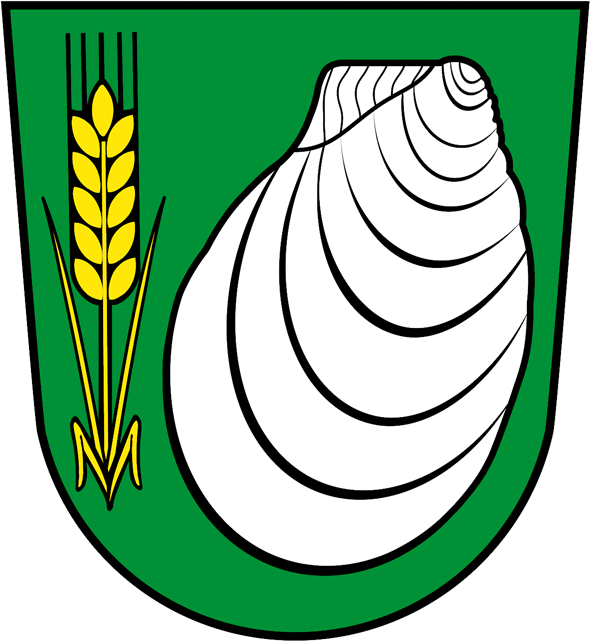
Enkesen im Klei
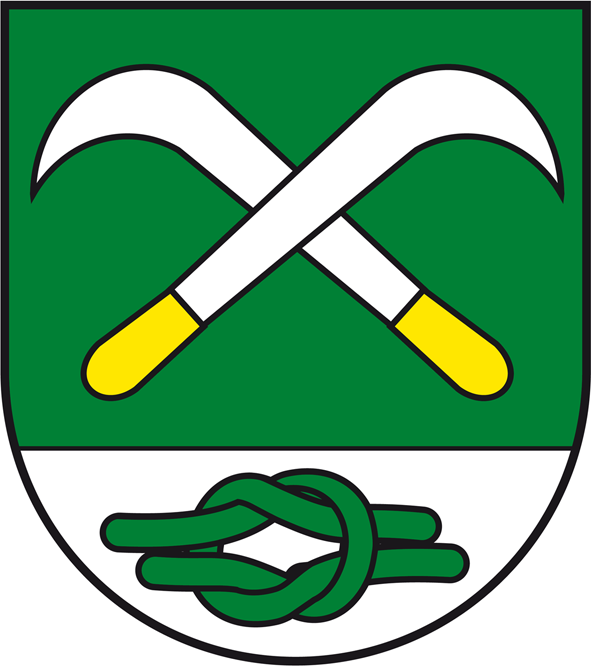
Heppen
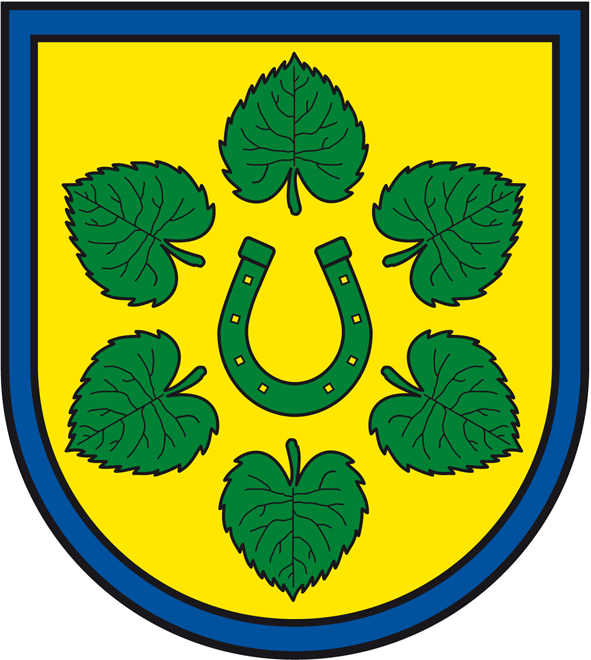
Herringsen
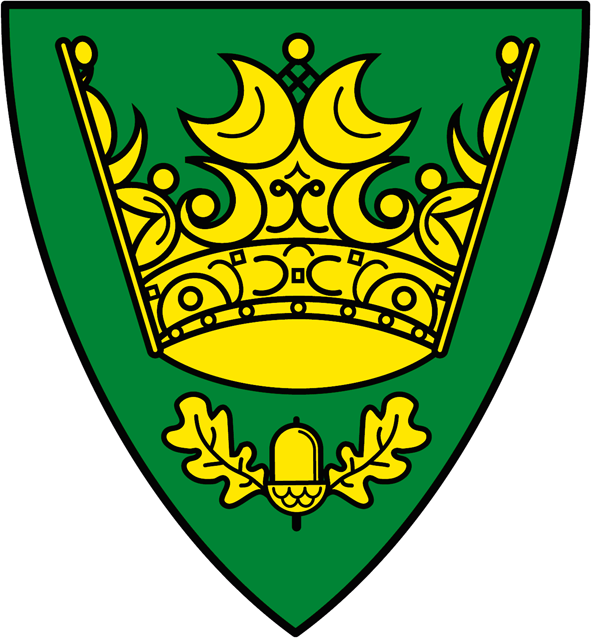
Lohne
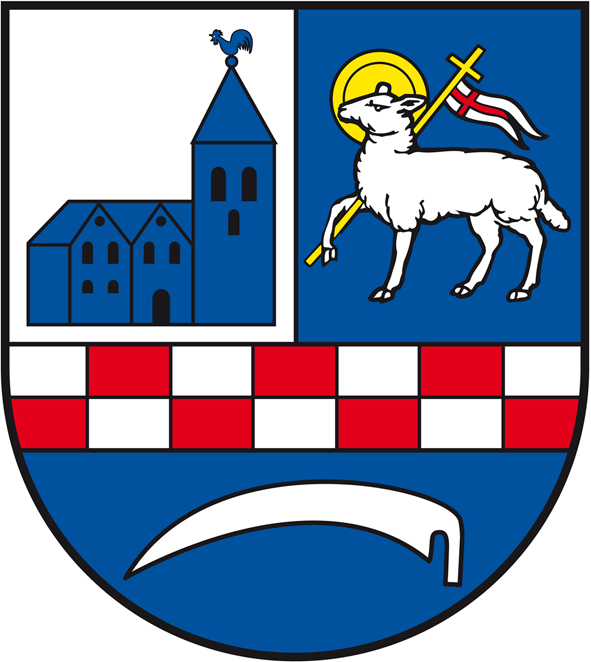
Neuengeseke
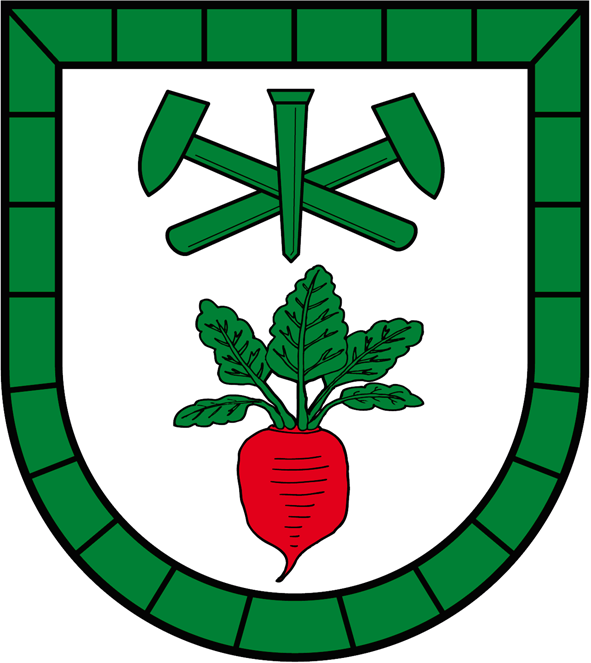
Opmünden
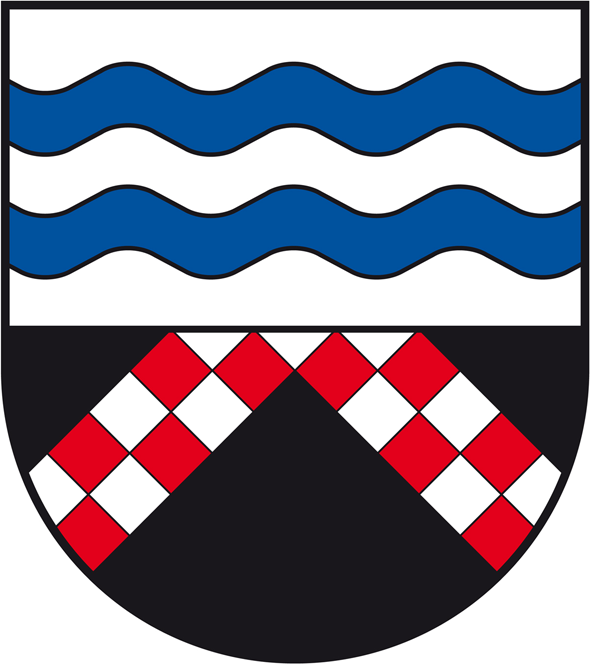
Ostinghausen
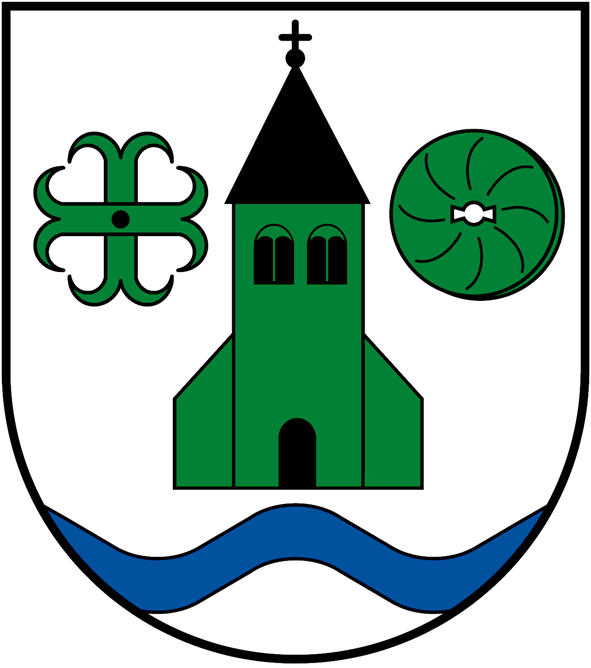
Weslarn

## Bevolkingscijfers
Bron: informatiebrochure op de gemeentewebsite. Peildatum: 30 juli 2015.
- Bad Sassendorf zelf: 5.984
- Bettinghausen: 725
- Beusingsen: 142
- Elfsen: 254
- Enkesen im Klei: 195
- Heppen: 394
- Herringsen: 121
- Lohne: 2.121
- Neuengeseke: 635
- Opmünden: 176
- Ostinghausen: 573
- Weslarn: 903.

Totaal: 12.224.

## Ligging, infrastructuur
Bad Sassendorf ligt aan de Westfaalse hellweg in de vruchtbare landbouwstreek Soester Börde en direct ten noorden van het Sauerland.

### Buurgemeentes
- In het noordoosten: Lippstadt (bijna 20 km)
- In het oosten: Erwitte (12 km)
- In het oost-zuidoosten: Anröchte (13 km)
- In het zuidoosten: Warstein (ca. 30 km)
- In het zuiden: Möhnesee, 10  km voorbij Soest
- In het westen: Soest (Duitsland)
- In het noorden: Lippetal (12 km tot Herzfeld).

### Wegverkeer
De gemeente wordt doorsneden door de Bundesstraße 1, die over het traject van de eeuwenoude handelsweg Hellweg loopt. Gemiddeld 3 km ten zuiden van de B 1 loopt, vrijwel evenwijdig hieraan, de Autobahn A44  van het Ruhrgebied in het westen naar Kassel in het oosten.
Langs de westkant van Bad Sassendorf loopt de Bundesstraße 475 van Soest noordwaarts naar o.a. Warendorf. Afrit 57 van de A44 (Soest-Ost) naar de B475 toe is de belangrijkste invalsroute van Bad Sassendorf. Men dient de B475 noordwestwaarts te volgen en op de kruising met de B1 rechtsaf te slaan.

### Openbaar vervoer
Bad Sassendorf heeft een station aan de spoorlijn Soest-Paderborn.
Er rijdt in de gemeente op werkdagen één busdienst van betekenis (Bad Sassendorf- Weslarn- Bettinghausen - Ostinghausen - Benninghausen, gem. Lippstadt v.v.).

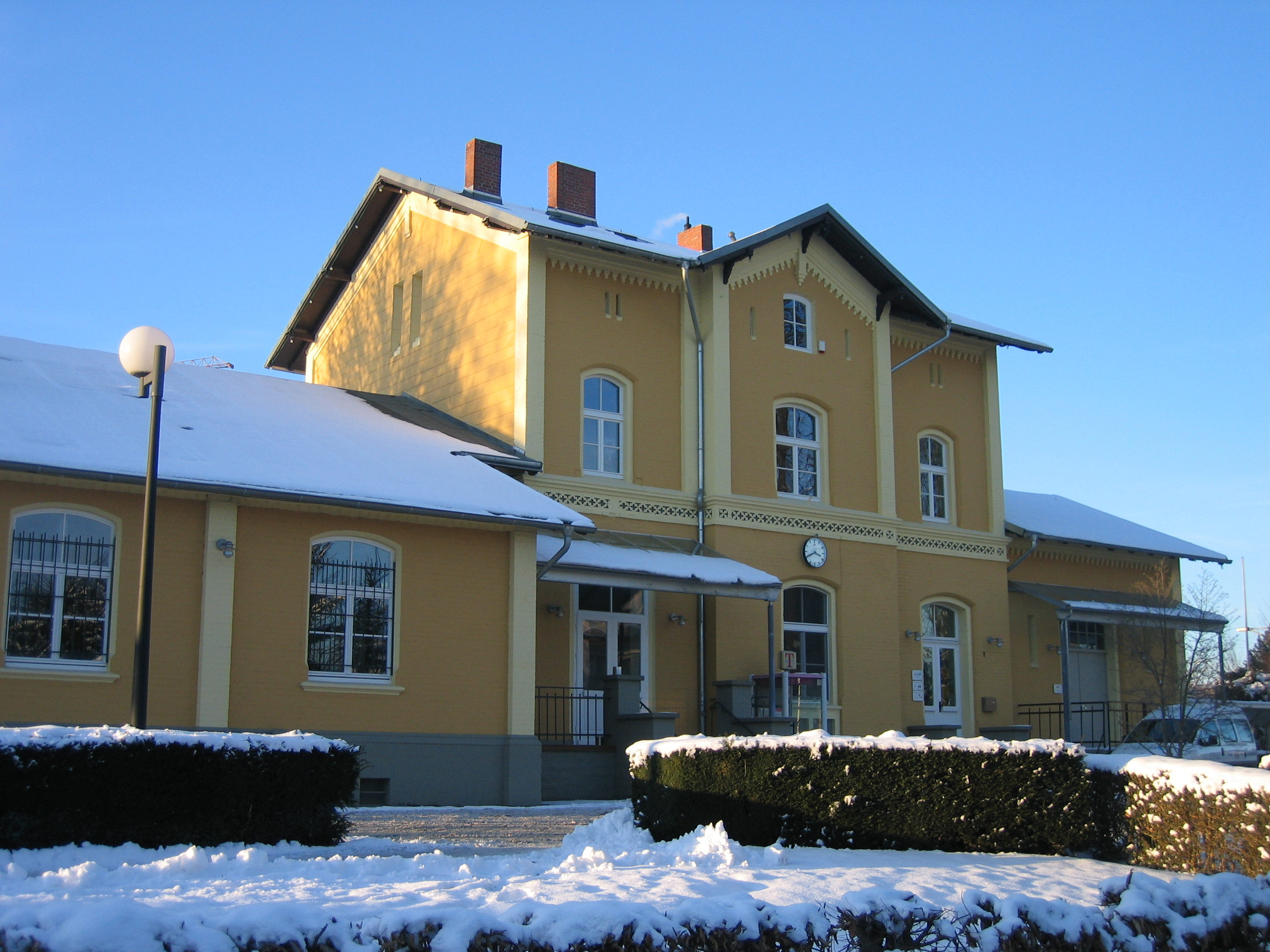
Station
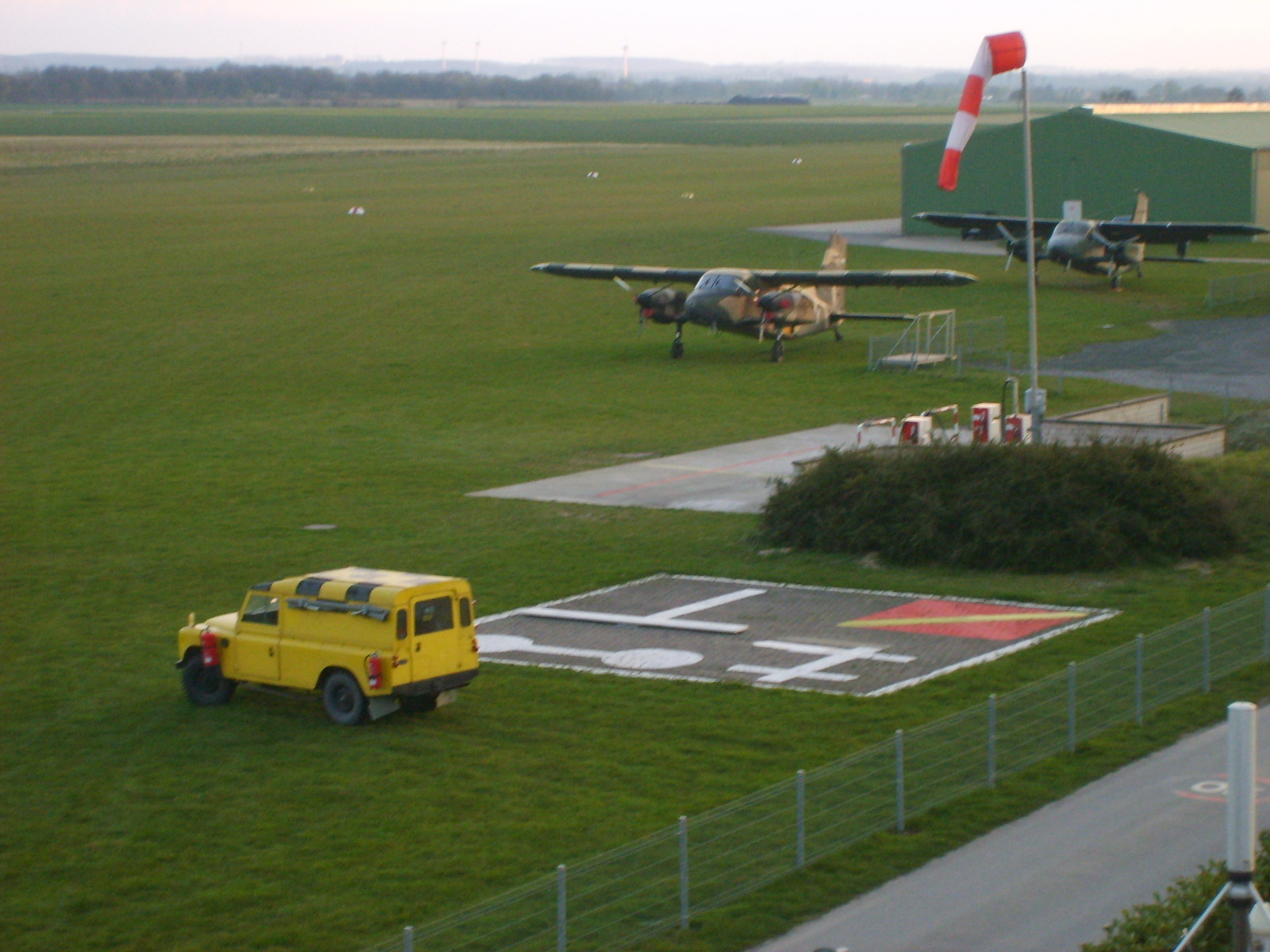
Vliegveld Bad Sassendorf

### Overige
Ten zuidoosten van Bad Sassendorf ligt bij de A44 een klein vliegveld, Flugplatz Soest-Bad Sassendorf. Het was oorspronkelijk een kort na de Tweede Wereldoorlog aangelegd  vliegveldje voor Britse legerhelikopters. In 1956 is het een burgervliegveld voor kleine sport- en hobbyvliegtuigjes geworden, met een graspiste  van 800 x 30 meter. Men kan er parachutespringen als sport beoefenen. Het veld heeft ICAO-code EDLZ.
Door de gemeente lopen enige beken, die alleen van belang zijn vanwege hun ecologische waarde en voor de waterhuishouding. Op de beken is kanovaren hier en daar mogelijk. De belangrijkste van deze beken is de bovenloop van de Ahse, die westwaarts naar Hamm stroomt en daar in de Lippe uitmondt.

## Economie
Economisch van groot belang voor de gemeente is het kuurbedrijf in Bad Sassendorf.
Belangrijk is ook kasteel Düsse in het dorp Ostinghausen, in het uiterste noorden van de gemeente.  Dit in 1641 in opdracht van een in Holland geboren en in de Tachtigjarige Oorlog naar de katholieke zijde overgelopen edelman, Adriaan Van der Dussen, gebouwde kasteel huisvest sedert 1927 een gespecialiseerd landbouw- en veeteelt-opleidings- en researchinstituut met een proefboerderij, die over meer dan 500 hectare landerijen beschikt. De instelling heet sedert 2010 officieel: Versuchs- und Bildungszentrum Landwirtschaft Haus Düsse. Zij gaat uit van een overheidsinstantie, de zgn. Landwirtschaftskammer, van de deelstaat Noordrijn-Westfalen. De instelling is betrokken bij de ontwikkeling van de modernste landbouw- en veeteeltmethoden; in het verleden, tot ca. 1990, vooral intensieve veehouderij; nadien is een omslag doorgevoerd richting duurzamer en meer dier- en milieuvriendelijke veeteelt, akker- en tuinbouw, met ook in toenemende mate aandacht voor (semi-)biologische productie.
Daarnaast kent de gemeente enige landbouw en veeteelt, en enig midden- en kleinbedrijf van uitsluitend lokaal belang. In Bad Sassendorf woont ook een niet te verwaarlozen aantal woonforensen, die een werkkring hebben in omliggende steden.

## Geschiedenis
Reeds in het Neolithicum was het gebied van de huidige gemeente Bad Sassendorf door mensen bewoond. Dragers van achtereenvolgens de bandkeramische cultuur, de Rössencultuur en de Michelsbergcultuur hebben er, blijkens archeologische vondsten, gewoond. Vondsten uit de IJzertijd en de Romeinse tijd zijn al in de 19e eeuw en in de vroege 20e eeuw gedaan, maar zijn wetenschappelijk onvoldoende gedocumenteerd (vaak ook verloren gegaan), waardoor naar moderne historisch-archeologische maatstaven over deze tijdvakken weinig met zekerheid kan worden vermeld.
De plaatsnaam doet vermoeden, dat de nederzetting in de vroege middeleeuwen door Saksen is gesticht. In de tijd van Karel de Grote werden de bewoners tot het christendom bekeerd. De aartsbisschop van Keulen, Filips I van Heinsberg, schonk blijkens een bewaard gebleven akte  tussen 1169 en 1179 goederen nabij Sassendorf, waaronder een zoutziederij, aan een klooster te Soest. Vanaf de 10e eeuw werd in deze streek de zeer lucratieve zoutwinning bedreven. Deze bedrijfstak bleef tot aan het begin van de 19e eeuw kenmerkend voor Sassendorf. Evenals in Werl, hadden de zoutziedersfamilies te Bad Sassendorf de status van Erbsälzer verworven, hetgeen neerkwam op toetreding tot de lage adel. In de 18e eeuw was met name het geslacht Von Bockum-Dolffs invloedrijk. Het bracht een belangrijke Pruisische legeraanvoerder en enige bestuursfunctionarissen voort; leden van dit geslacht lieten in 1785 het kasteel Sassendorf door het huidige gebouw vervangen. In al deze eeuwen was de gemeente, ondanks diverse grensgeschillen en oorlogen, in het algemeen gelegen in het Keurvorstendom Keulen. Na 1803 maakte Sassendorf van het Koninkrijk Pruisen en vanaf 1871 van het Duitse Keizerrijk deel uit.
Het gebied van de gemeente had van 1444 tot 1449 veel oorlogsschade te lijden door een opstand van de stad Soest tegen de regering van het Keurvorstendom Keulen, de zgn. Soester Fehde. Na de Reformatie werd de meerderheid van de bevolking evangelisch-luthers. 
In 1817 werd overgeschakeld van winning van zout voor tafelgebruik en industrie naar de exploitatie van de zouthoudende bronnen voor therapeutische doeleinden. Daartoe werd er (tot 1934) ook zout door middel van mijnbouw gedolven. In 1878 werd de geneeskrachtige, zouthoudende bron Charlottenquelle in gebruik genomen. In 1906 kreeg Sassendorf erkenning als kuuroord, door toekenning van het recht, het predicaat Bad voor de plaatsnaam te voegen. Vanaf 1969 kan men er ook geneeskrachtige modderbaden nemen.   In 1975 werd de erkenning als staatlich anerkanntes Moor- und Sole-Heilbad bevestigd, en werd het kuurbedrijf sterk uitgebreid. Ook volgde de bouw van klinieken en van woonwijken in de omgeving. Sedertdien zijn de kuurinrichtingen regelmatig aangepast aan moderne wensen en eisen van overheid en cliënten.
De andere dorpen in de gemeente zijn in het algemeen in de middeleeuwen ontstaan rondom een oud kerkje of bij een door een ministeriaal van de landheer bewoond kasteel. Zo beschikte aartsbisschop Walram van Gulik in 1335 te Lohne over een door een van zijn vazallen bewoond kasteel. De dorpen werden in 1969 in het kader van een gemeentelijke herindeling bij Bad Sassendorf gevoegd. 

## Bezienswaardigheden, toerisme

### Kuurfaciliteiten
- Bad Sassendorf is een kuuroord en beschikt over de daarbij behorende faciliteiten. Het gradeerwerk dateert van 2019. Men kan er o.a. in een modern, nagebootst zeeklimaat zouthoudende aërosolen inhaleren (inademen) en zich aan therapeutische behandeling met ultrasone golven laten onderwerpen. Het gradeerwerk heeft een d.m.v. een lift ook voor gehandicapten toegankelijk gemaakte bovenomgang, vanwaar men een fraai uitzicht over het kuurpark heeft.
- Het kuurpark, met een fraaie vijver en aan de noordkant ervan rozen- en rododendrontuinen, gelegen langs de beek Rosenau, is tussen 2018 en 2021 geheel vernieuwd.
- Het Kurmittelhaus (verbouwing in december 2020 gereed gekomen) bevat een zgn. diagnose- en therapiecentrum, waar men medische adviezen kan verkrijgen, o.a. wat voor soort kuur het meest aanbevelenswaardig is.
- In en nabij het kuurcentrum staan zes kleine ziekenhuizen en klinieken, vooral gericht op revalidatie en op behandeling van stress-klachten en psychiatrische ziektebeelden.
- In het kuurcentrum zijn verschillende zgn. wellness-arrangementen te volgen.
- In de omgeving wordt geneeskrachtige veenmodder gewonnen, die voor therapeutische modderbaden wordt gebruikt.

### Overige
- In het kuurgebied staat sedert 2015 het Museum Westfälische Salzwelten over o.a. de achtergrond en de geschiedenis van de zoutwinning in Westfalen.
- De evangelisch-lutherse Simon- en Judas-Thaddeüskerk te Bad Sassendorf dateert vermoedelijk uit de 15e eeuw; in 1313 stond hier reeds een doopkapel. In het interieur zijn o.a. een altaarstuk uit de 17e eeuw en een kansel uit het eind van de 17e eeuw interessant.
- De evangelisch-lutherse Johannes-de-Doperkerk te Neuengeseke is deels in romaanse stijl, in de 12e en vroege 13e eeuw gebouwd.
- Dit geldt ook voor de St.-Urbanuskerk te Weslarn.
- Het barokke kasteel Sassendorf in het centrum van Bad Sassendorf dateert uit 1785. Zowel het gebouw als het omliggende park zijn niet toegankelijk. De adellijke familie, die het kasteel bewoont, staat incidenteel toe, dat stellen uit Bad Sassendorf in het kasteel in het huwelijk treden.

## Afbeeldingen

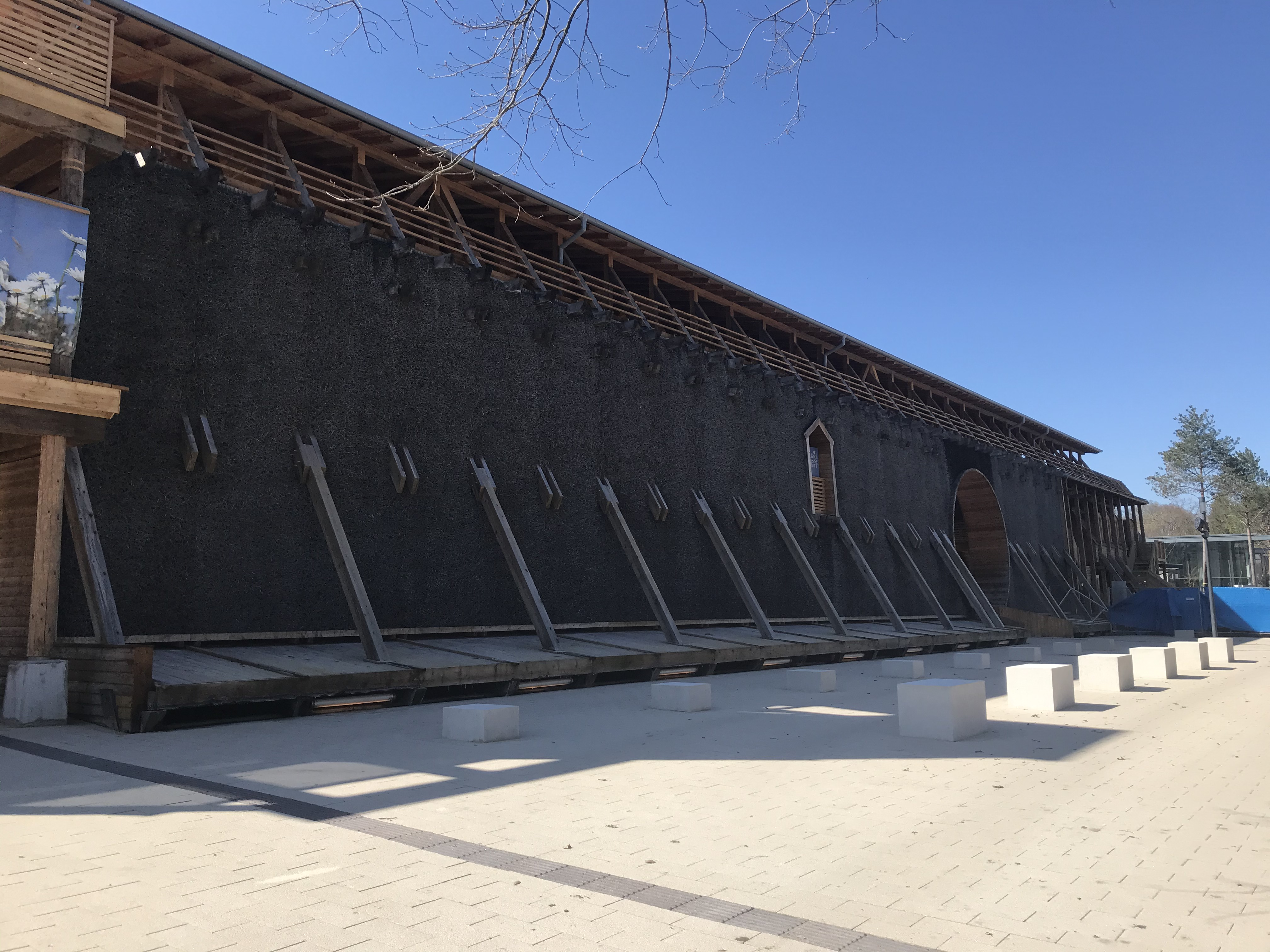
Gradeerwerk in het kuurcentrum (2019)
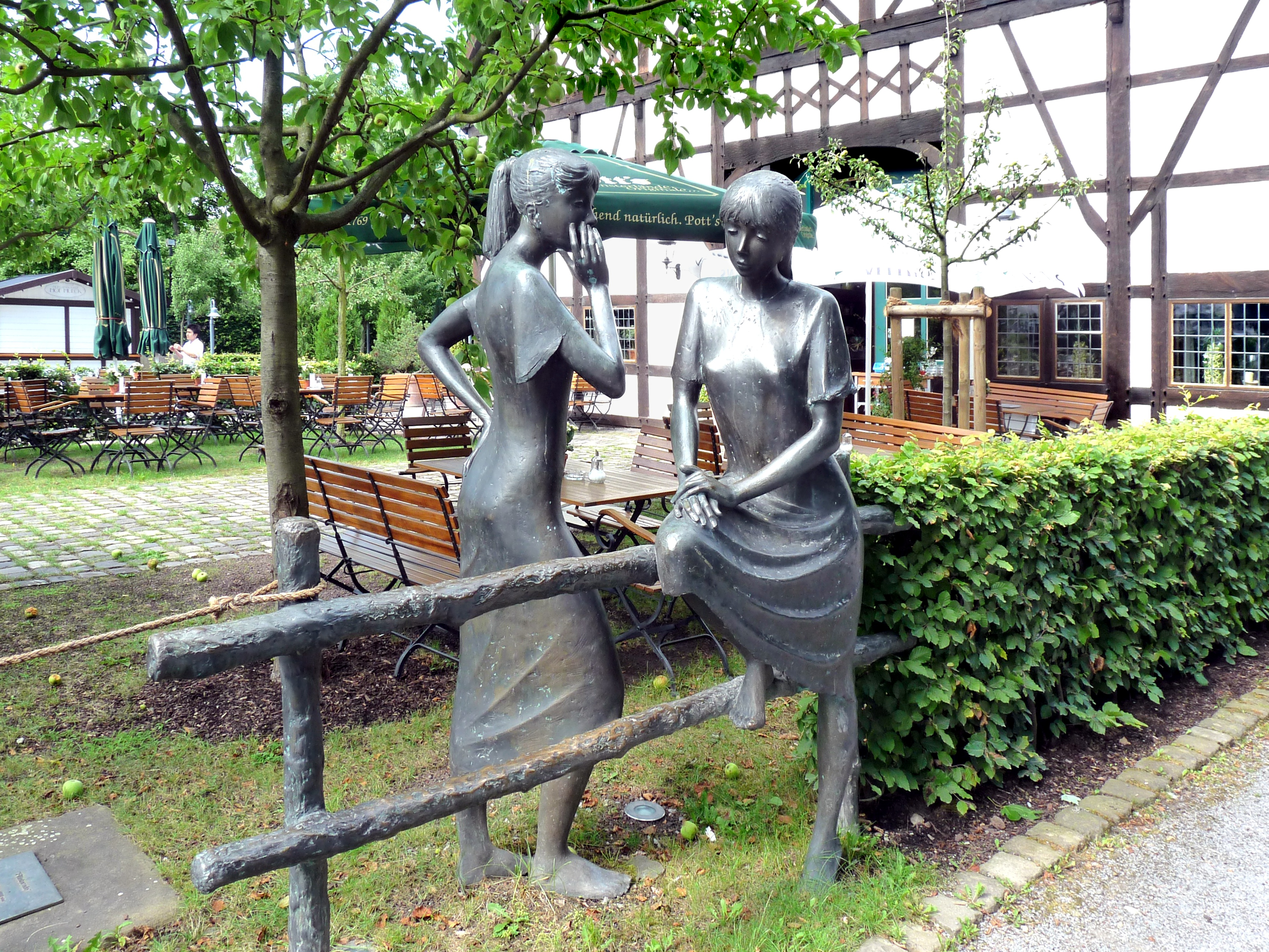
Sculptuur bij het kuurpark De fluisteraarsters, Jürgen Ebert, 1988
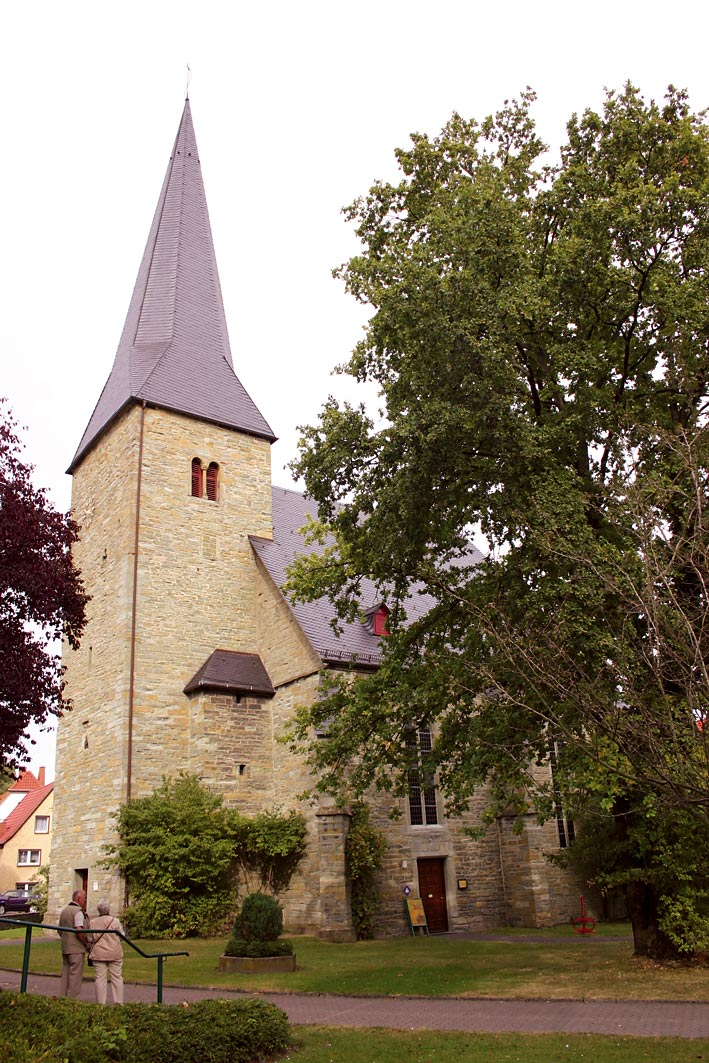
St. Simon- en Judas-Thaddeüskerk, Bad Sassendorf
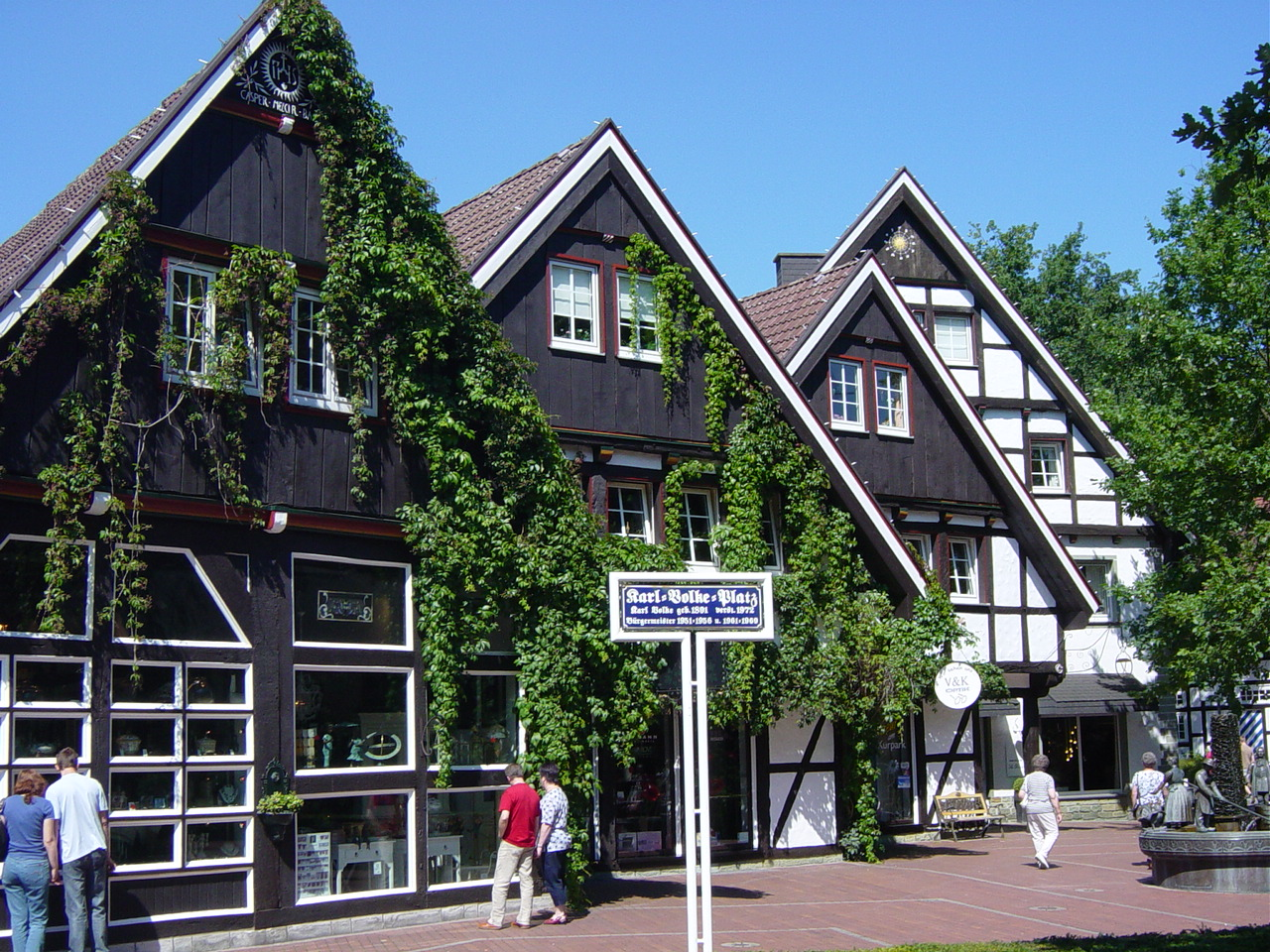
Karl Volkeplein, Bad Sassendorf
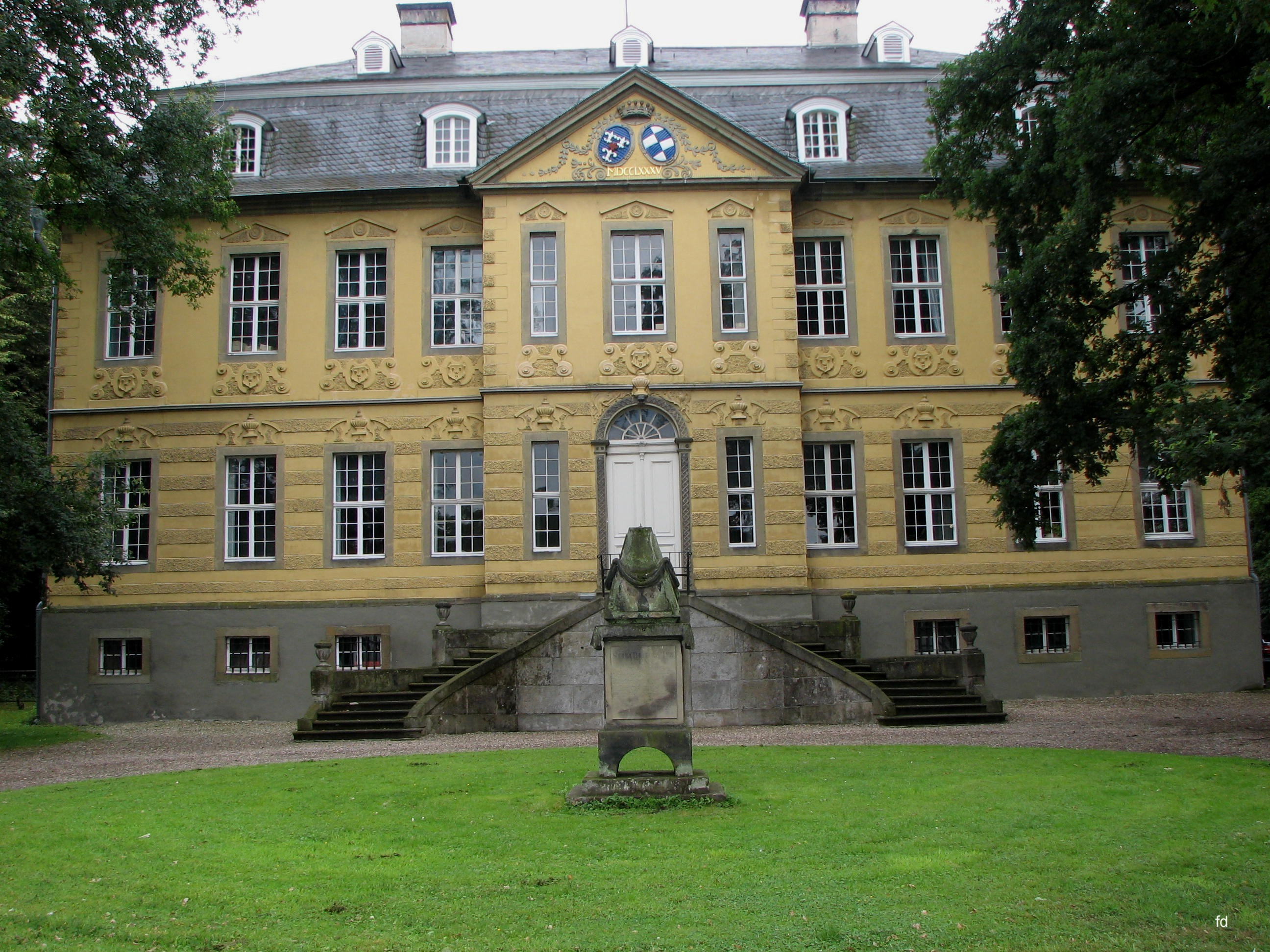
Kasteel Sassendorf
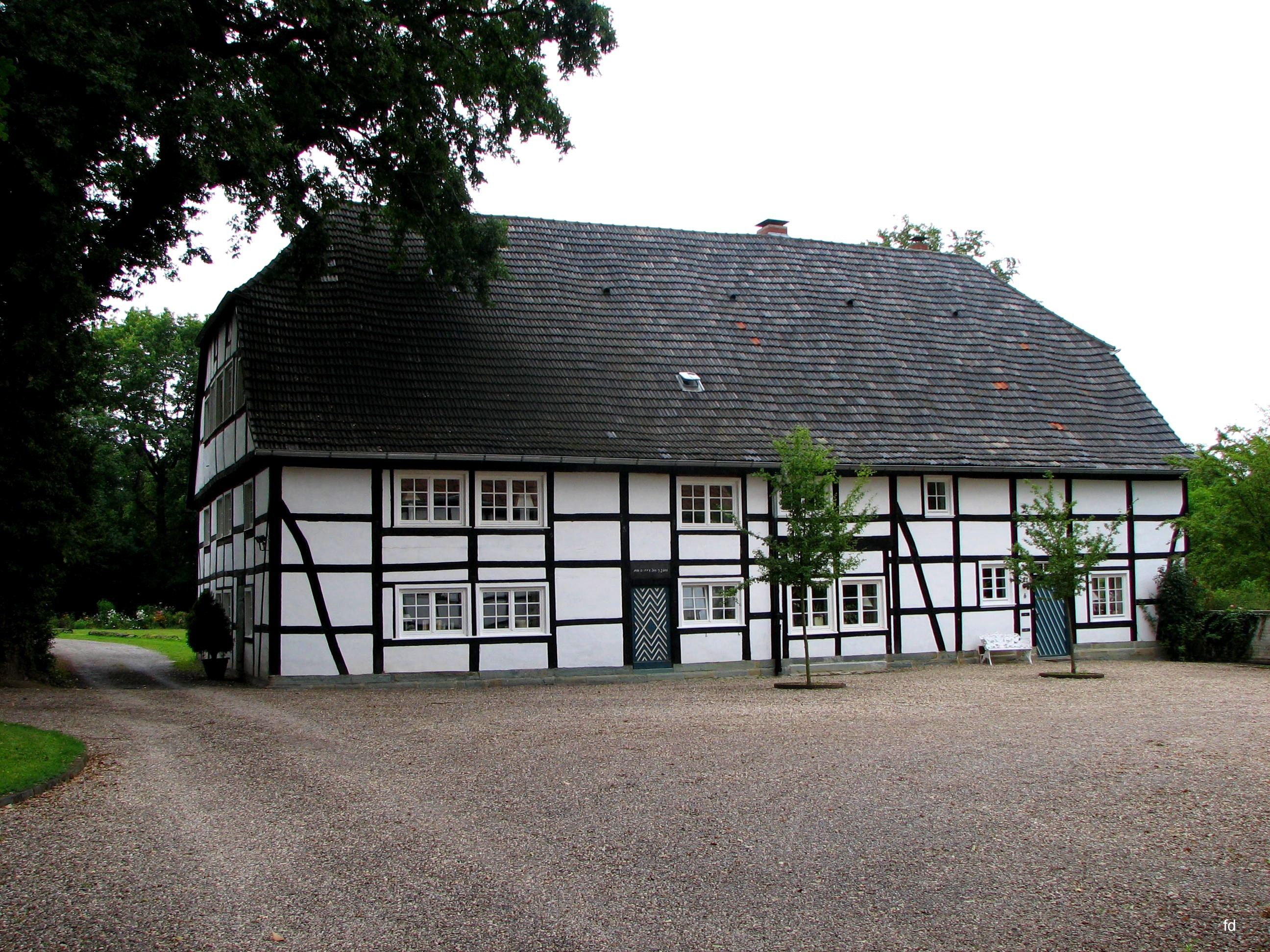
Bouwhuis (boerderij) van het kasteel
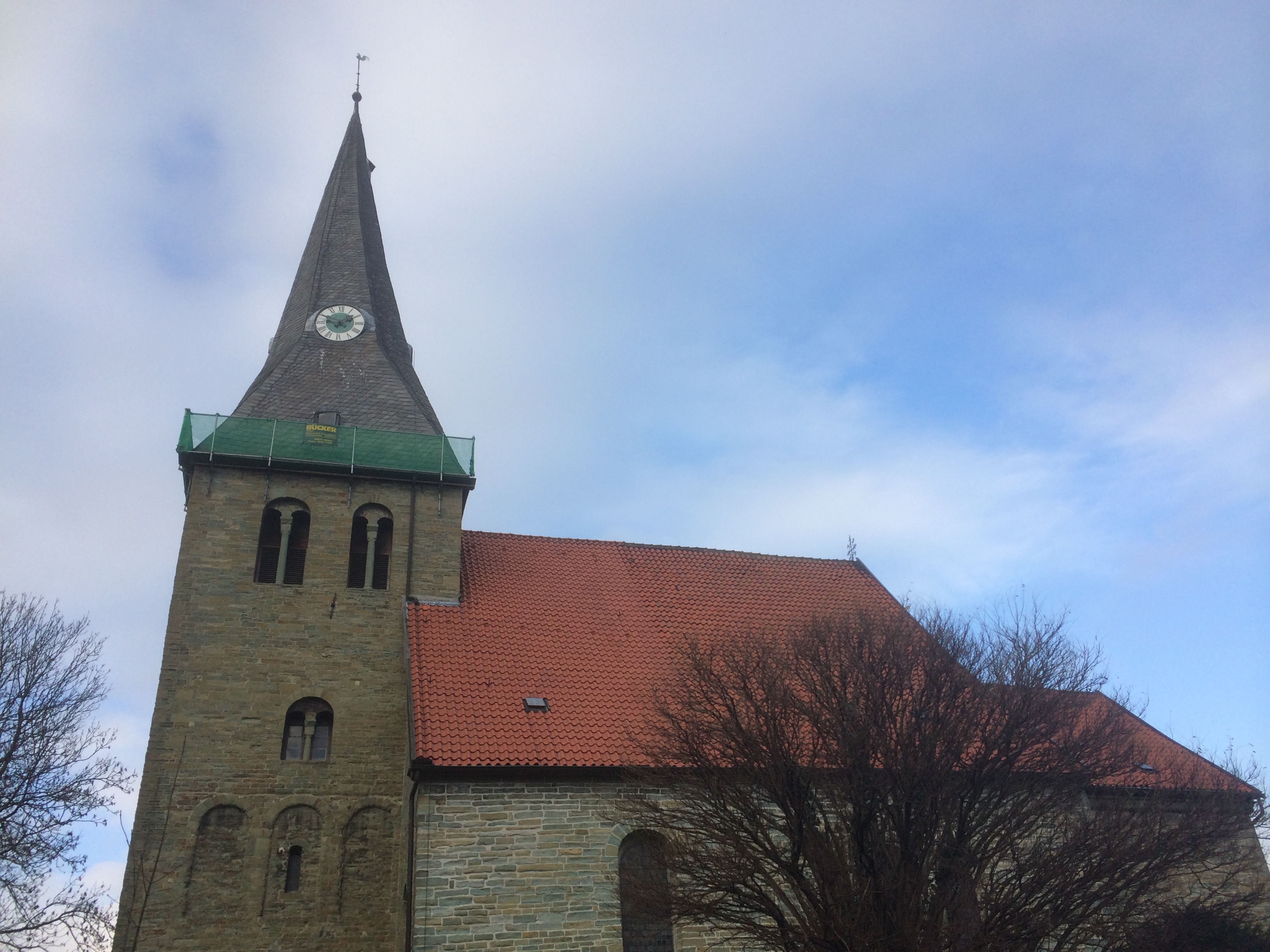
Lohne, St. Pantaleonkerk
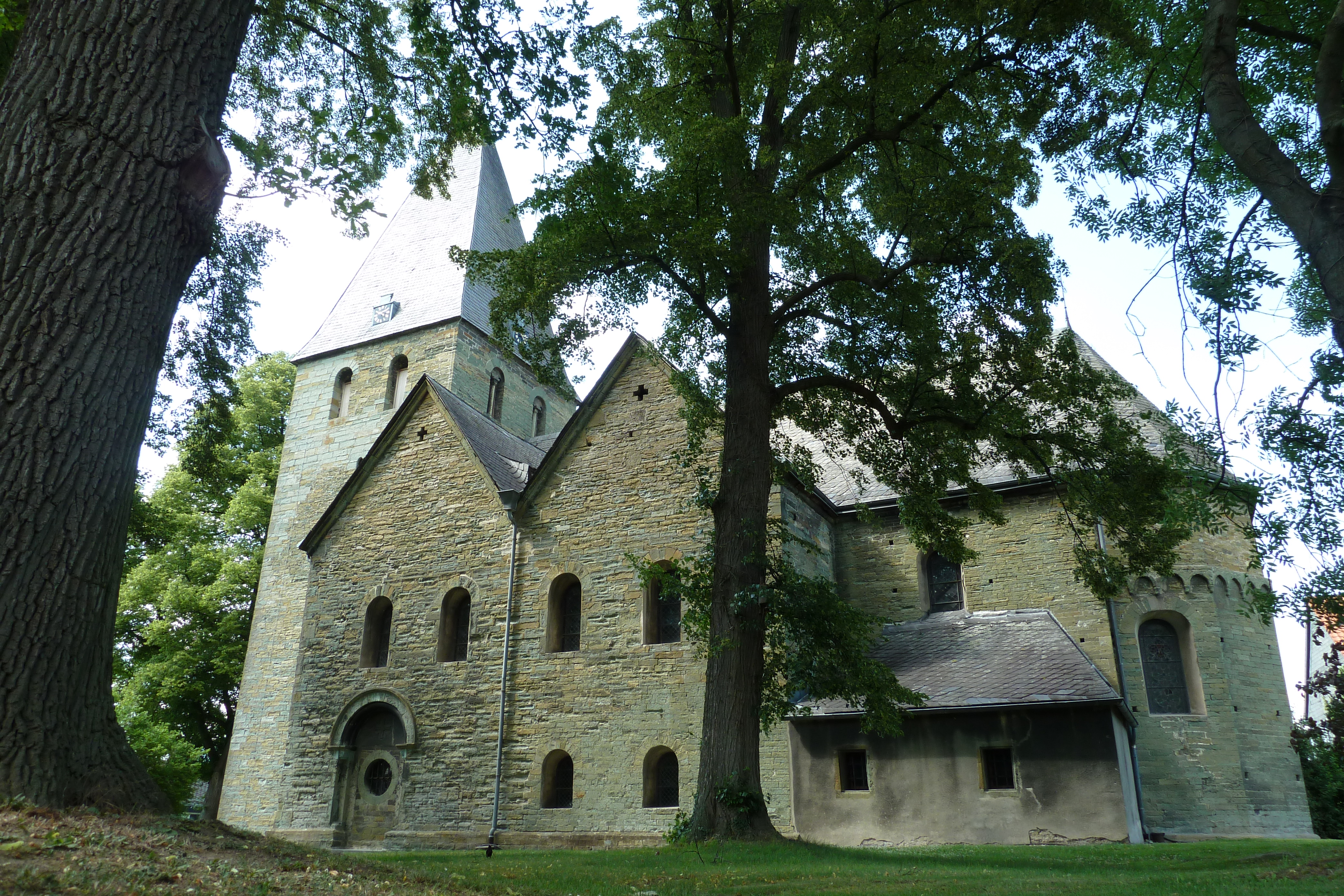
Neuengeseke, Johannes-de-Doperkerk
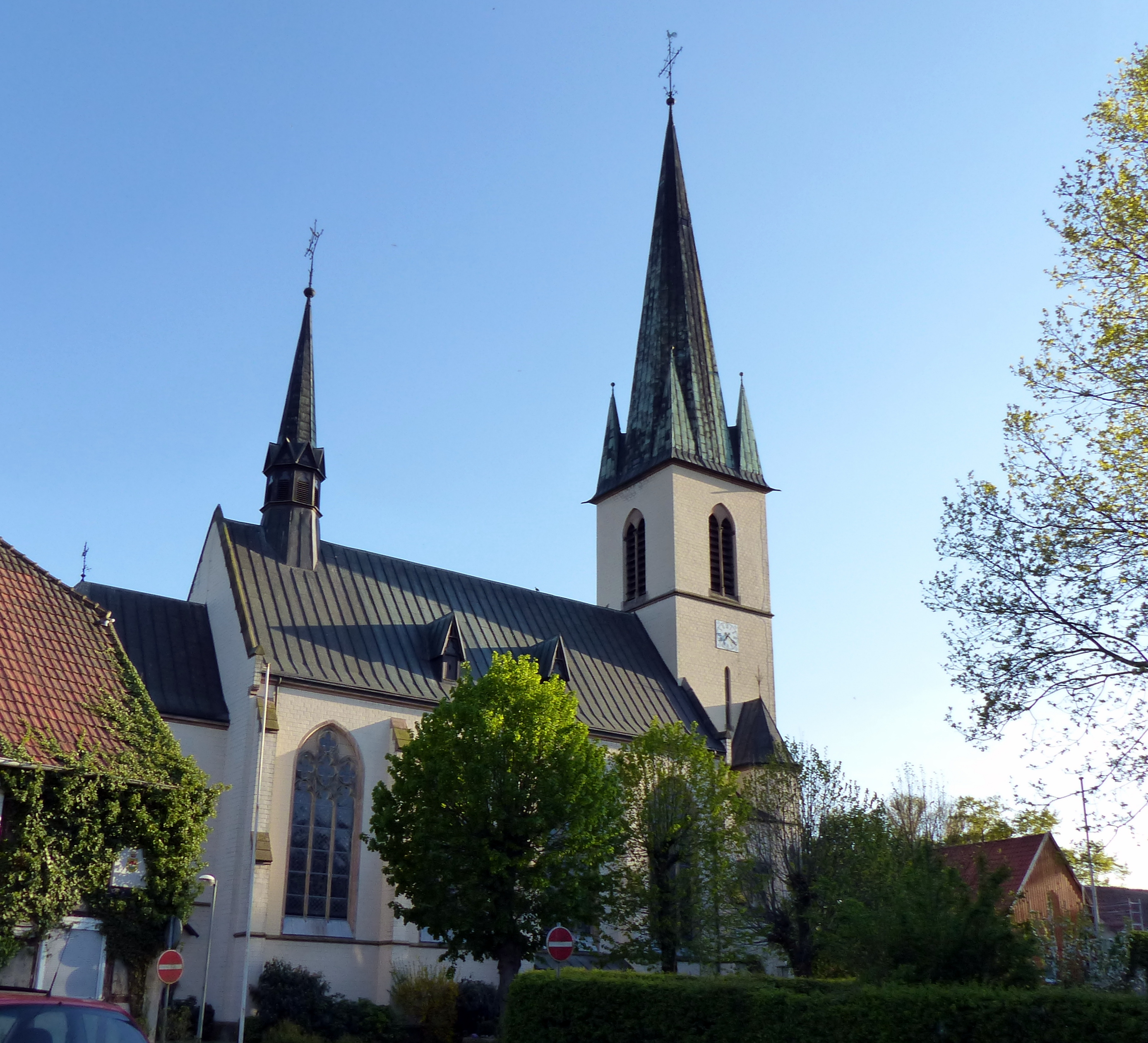
Ostinghausen, R.K. St.-Christoffelkerk
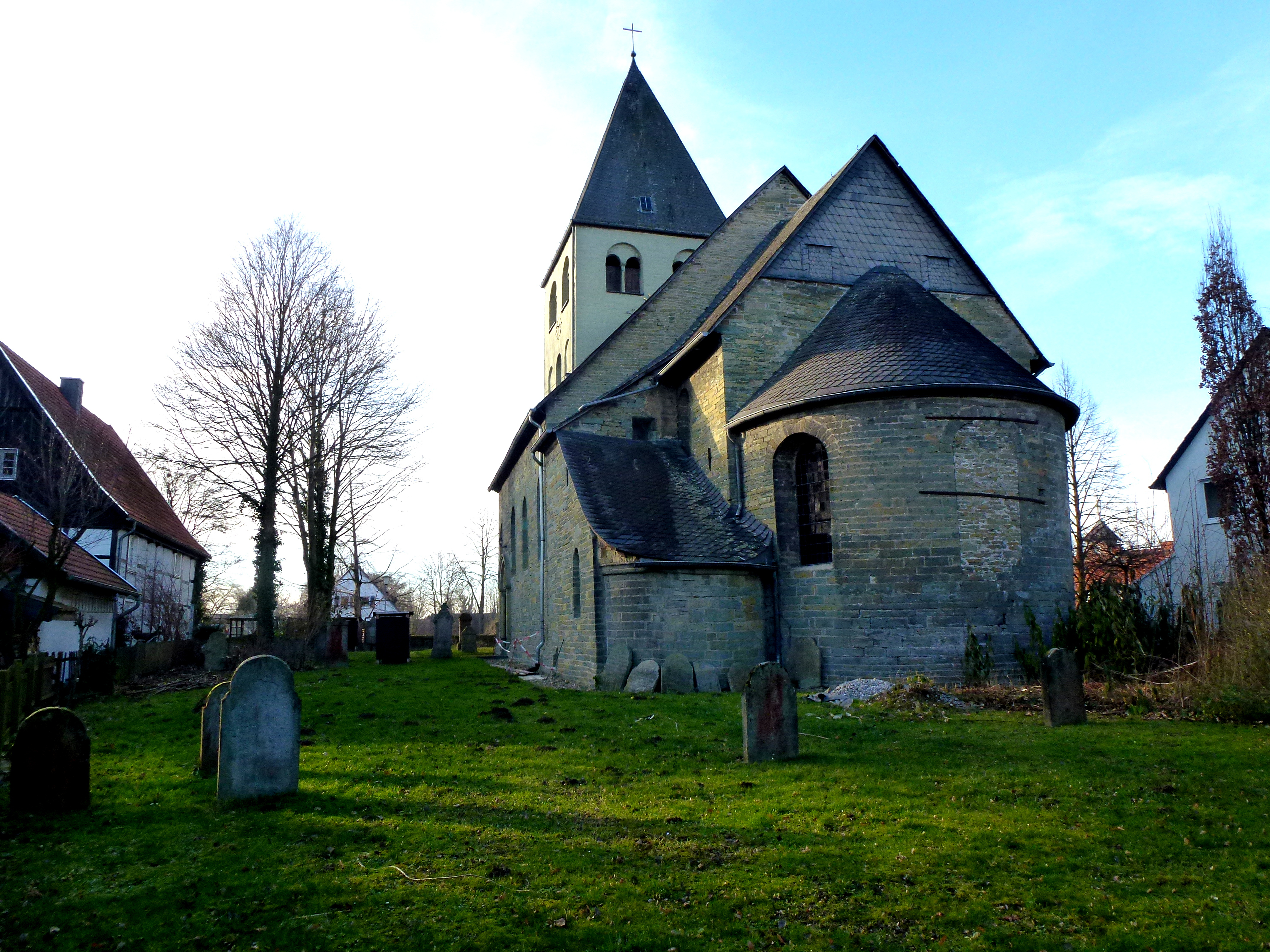
Weslarn, St. Urbanuskerk
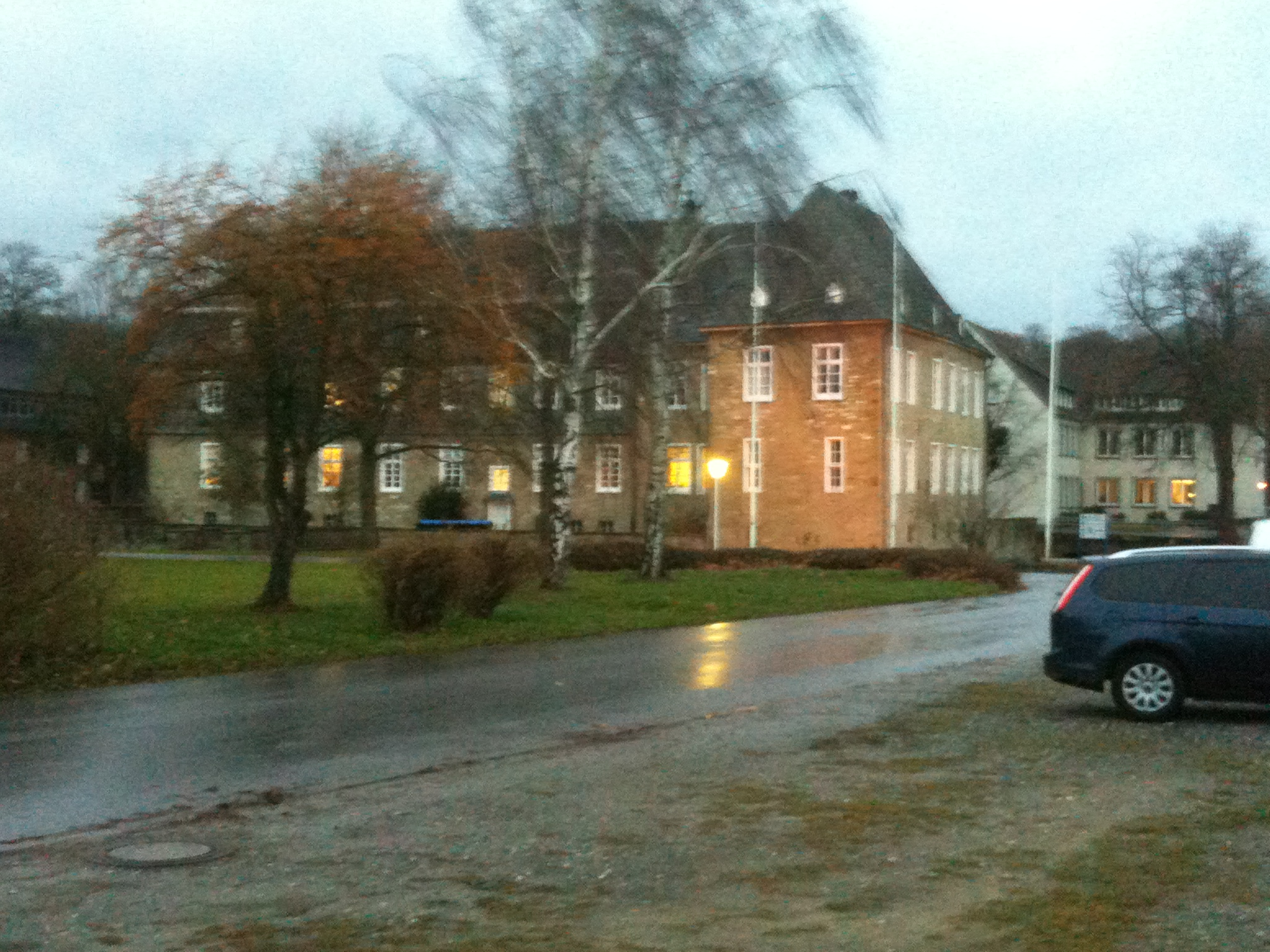
Kasteel Düsse

## Partnergemeente
- Gaming, deelstaat Neder-Oostenrijk, Oostenrijk.